# Мармоліно
Мармоліно (рос. Мармолино) — присілок Гагарінського району Смоленської області Росії. Входить до складу Гагарінського сільського поселення.
Населення — 8 осіб (2007 рік). 